# Dialetti cechi occidentali

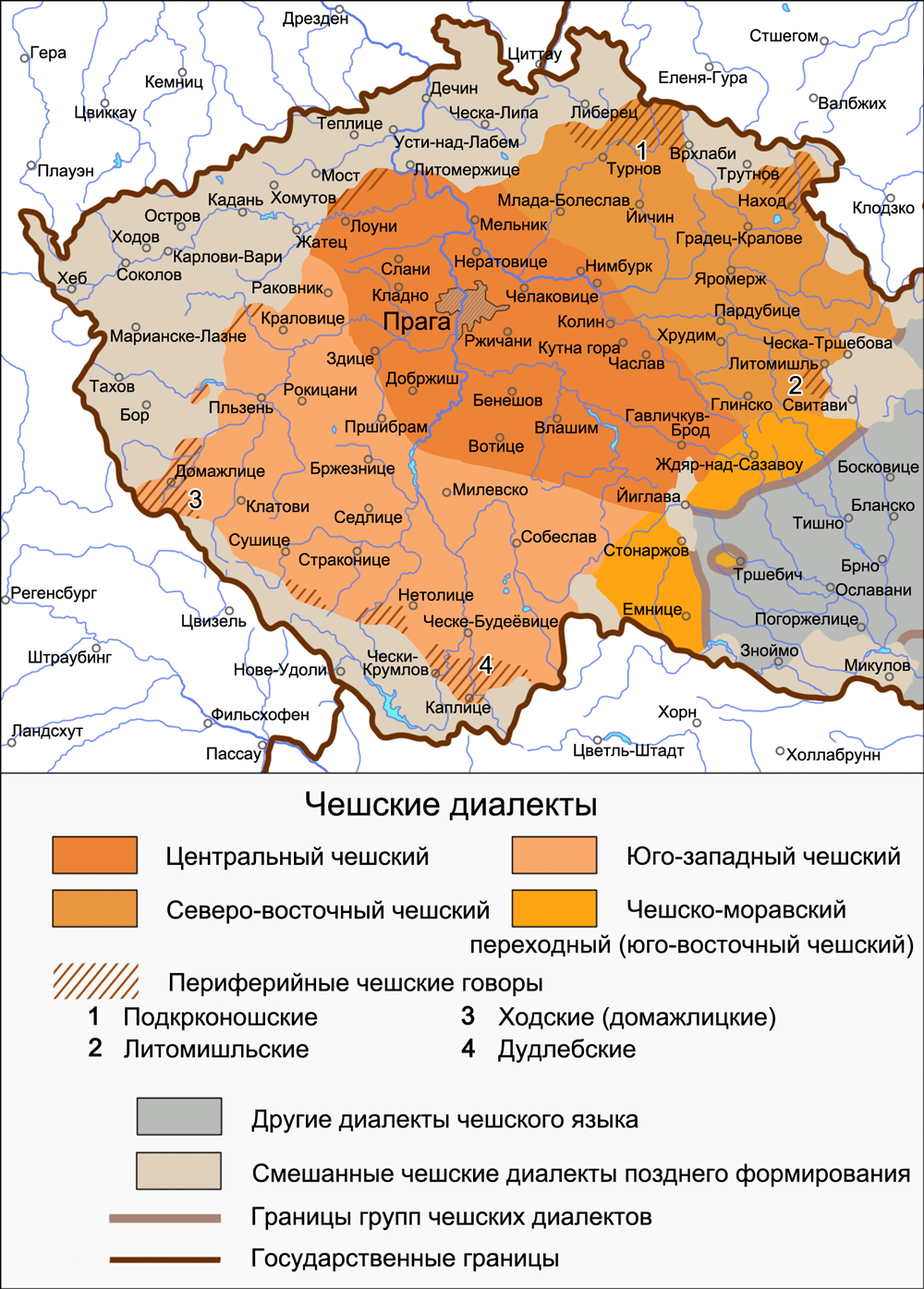
Dialetti della Repubblica Ceca

I dialetti cechi occidentali (in lingua ceca: nářečí Česká, Česká nářeční skupina, Česká nářečí v užším smyslu) sono un gruppo di dialetti comuni nella parte occidentale dell'area della lingua ceca, nella regione storica della Boemia.
Si tratta di quattro gruppi dialettali tradizionalmente identificati come:
- Dialetto nordboemico
- Dialetto centralboemico
  - Dialetto praghese
- Dialetto sudboemico

I dialetti cechi sono caratterizzati da vocali lunghe (á, í, ú), dittonghi (eɪ̯, ou̯), protesi v, un particolare gruppo sh ed altre caratteristiche dialettali.
Sulla base dei dialetti cechi, soprattutto quello centrale (parlato nella Boemia centrale), si è formata la lingua ceca letteraria e quella parlata comunemente dalle persone (Obecná čeština), diffuse nella Repubblica ceca come lingua di comunicazione quotidiana.